# Gert Mittring
Gert Mittring (Stoccarda, 26 maggio 1966) è uno psicologo e un calcolatore prodigio tedesco.

## Biografia
Laureato in psicologia e scienze dell'educazione all'Università di Bonn, ha vinto nove volte la sezione di calcolo mentale delle Mind Sports Olympiads (2004, 2005, 2006, 2007, 2008, 2009, 2010, 2012, 2014).
Nel 2006 si è classificato terzo nella Coppa del mondo di calcolo mentale di Gießen, dietro al britannico Robert Fountain e al suo connazionale Jan van Koningsveld.
Ha detenuto il record mondiale per il calcolo mentale della radice 13ª di un numero di cento cifre, effettuato in 13,3 secondi. La prova è stata effettuata presso l'Istituto di Psicologia dell'Università di Bonn, sotto il controllo del Prof. Jürgen Bredenkamp e del suo team.
Ha dichiarato di essere un grande ammiratore del calcolatore prodigio olandese Wim Klein, che considera il suo "padre ispiratore".
È autore di diversi libri sulla matematica e l'aritmetica mentale e dirige il Comitato di Ricerca sull'Intelligenza di Intertel, essendo anche membro del Mensa.